# Castillo de Elghammar
El Castillo de Elghammar es un castillo en el condado de Södermanland, Suecia. Inicialmente propiedad de la familia Kruse de Elghammar, después de Johan Adolf Welander, la actual mansión fue vendida en 1807 al Mariscal Curt von Stedingk, quien ordenó nuevas construcciones en estilo imperio francés.
Su hijo murió en 1875 y la propiedad fue heredada por una hija, que se casó con el 5º Duque de Otranto (el duque tenía como ancestro a Joseph Fouché, quien fue ministro francés de policía durante el reinado del emperador Napoleón). El castillo —o villa italiana como la propietaria, la Duquesa Cristina de Otranto, prefiere referirse— está rodeado por bosques y una granja.